# Несмеянов, Андрей Николаевич
Андрей Николаевич Несмеянов (15 (28) января 1911 года, Москва — 19 декабря 1983 года, Москва) — учёный-радиохимик. Член-корреспондент Академии наук СССР по Отделению общей и технической химии (1972).

## Биография
Андрей Николаевич Несмеянов родился 15 (28) января 1911 года в Москве.
В 1934 году окончил Московский государственный университет, затем учился в аспирантуре. По окончании университета работал в Московском авиационном институте (1934—1947), в МГУ (с 1934 г.). С 1959 года — 1983 : создатель и зав. кафедрой радиохимии МГУ.
В 1940 году защитил кандидатскую диссертация на тему: «Термическая диссоциация амиакатов и акво-амиакатов трехвалентного кобальта», а в 1958 году — докторскую на тему: «Измерение давления пара химических элементов и их бинарных сплавов методом радиоактивных индикаторов».
Область научных интересов: изучение ядерных превращений, способы получения радиоактивных изотопов и их использование для изучения свойств материалов. Несмеяновым Андреем Николаевичем была создана теория реакций горячих атомов, методики определения давления насыщенного пара веществ, использования мессбауэровской спектроскопии неорганических веществ и др.
Похоронен на кладбище села Луцино (Одинцовский район).
Брат Андрея Николаевича, Александр Николаевич Несмеянов, также работал в области химии (химия элементоорганических соединений).
Сын Андрея Николаевича, Владимир Андреевич Несмеянов (1947—2007), доктор химических наук, профессор.
Дочь Андрея Николаевича, Мария Андреевна Несмеянова

## Труды
- Несмеянов Ан. Н. Прошлое и настоящее радиохимии. Ленинград: Издательство «Химия», 1985. Серия «Научно-популярная библиотека школьника»
- Несмеянов Ан. Н., Лапицкий А. В., Руденко Н. П. «Получение радиоактивных изотопов»., М., «Госхимиздат», 1954, 192 с.
- Несмеянов Ан. Н. «Радиоактивные изотопы и их применение». М., «Воениздат», 1958, 191 с.
- Несмеянов Ан. Н. «Давление пара химических элементов», 1961, М., Изд-во АН СССР, 396 с.
- Несмеянов Ан. Н. «Радиохимия». 1978, Учебник для студентов химических специальностей вузов, М., «Химия», изд. второе, переработанное, 559 с.
- Несмеянов Ан. Н., Фирсова Л. П. «Горячий синтез соединений, меченных радиоактивным углеродом». «Успехи химии», 1962, т. 31, с. 1453-77.
- Асатрян Р. С., Герман К.Э., Филатов Э.С., Несмеянов Ан.Н. Механизм реакций атомов трития с функциональными заместителями в аминокислотах: квантовохимический расчет и эксперимент. «Радиохимия». 1982, т. 24, № 5, с. 567-569. https://www.researchgate.net/publication/312323837_Mechanism_of_the_reaction_between_atomic_tritium_and_the_functional_groups_of_aminoacids_Quantum_chemical_calculations_and_experiment Архивная копия от 20 февраля 2022 на Wayback Machine
- Меркушов А. В., Сапожников Ю. А., Несмеянов Ан. Н. «Определение космогенного фосфора-32 в морской воде». «Радиохимия», 1983, т. 24, № 3, с. 397—399.
- Несмеянов Ан. Н., Хова С., Волков А. А., Сапожников Ю. А. «Состояние радионуклидов в морской воде. О природе взвешенной фракции 144Сe в морской воде и модельных растворах». «Радиохимия», 1982, т. 24, в. 4, с. 542—544.
- Несмеянов Ан. Н., Хова С., Волков А. А., Сапожников Ю. А. «Поглощение радионуклидов 144Ce, 95Nb, 60Co и 59Fe природными сорбентами из морской воды». «Радиохимия», 1983, т. 25, в. 5, с. 689—691.

## Награды
- Ломоносовская премия МГУ (1982) — за учебник по радиохимии «Развитие и современные проблемы радиохимии».
- Орден Трудового Красного Знамени (1975)
- Орден «За заслуги перед Отечеством» (ГДР, 1969).